# Kaiyūkan

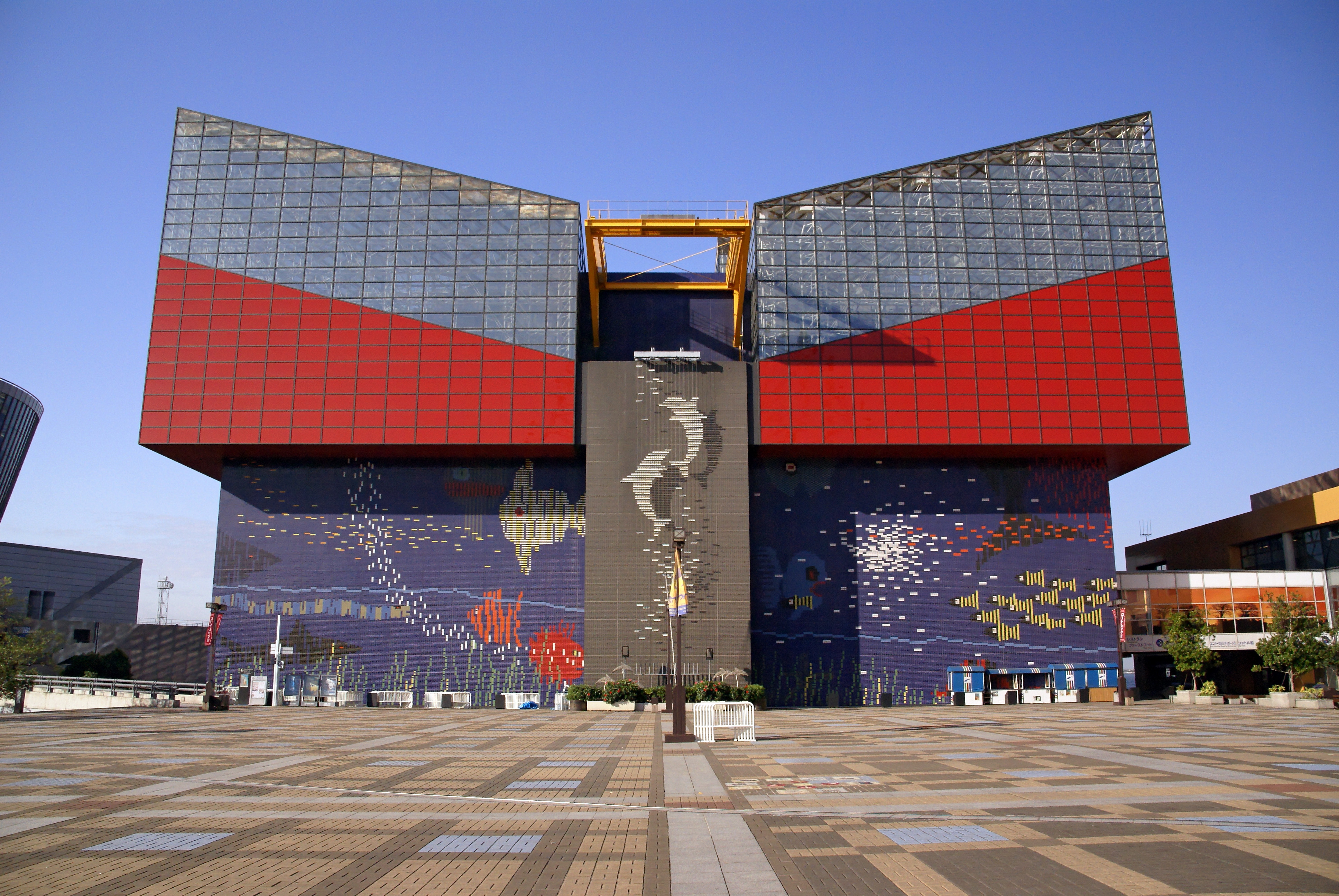
Kaiyūkan

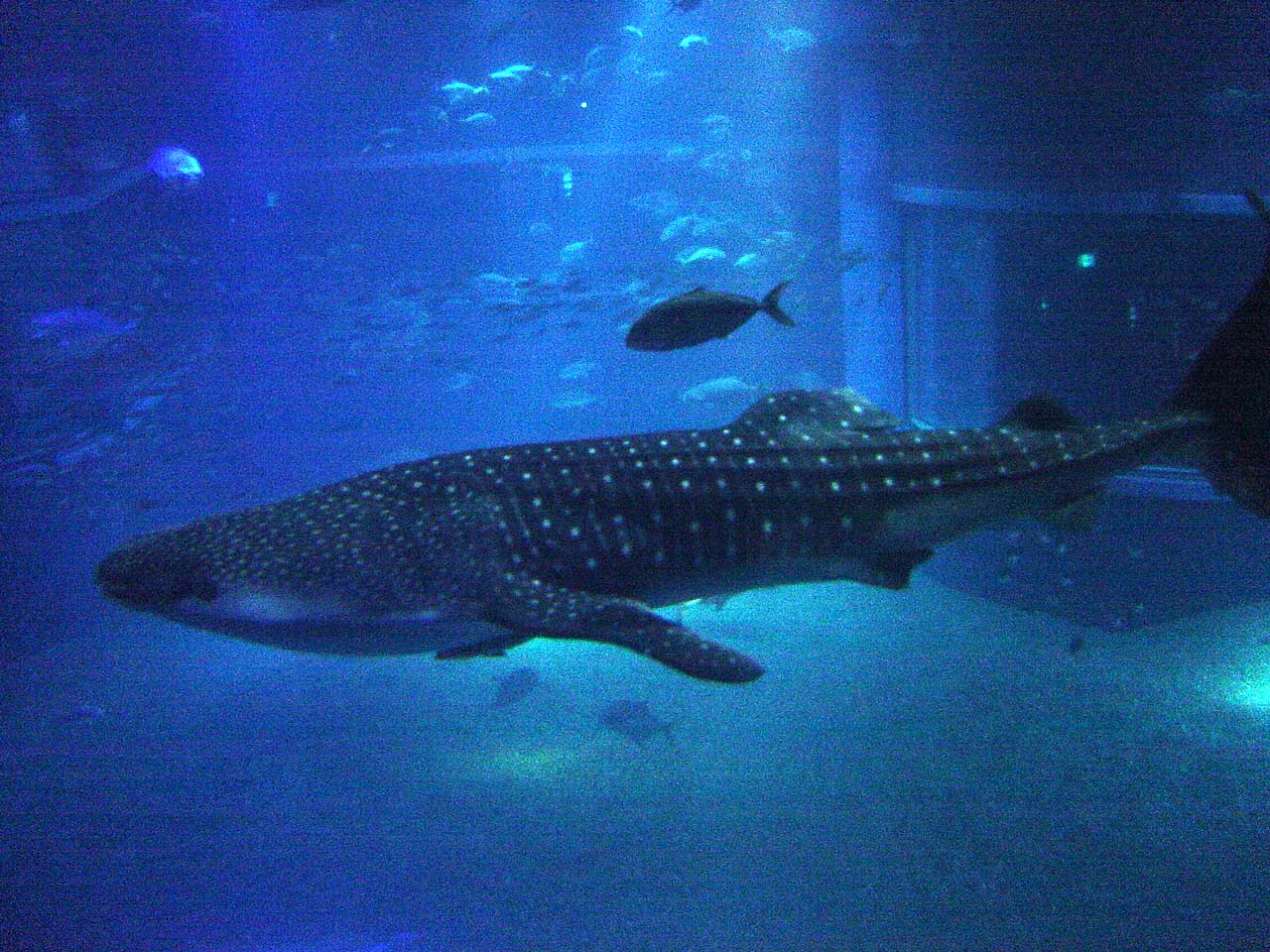
Walhai im Kaiyūkan

Das Kaiyūkan (jap. 海遊館) ist eines der größten öffentlichen Aquarien der Welt. Es befindet sich in Osaka in Japan.
Das Aquarium zeigt verschiedene Lebensräume in 16 Bassins, zusammen mit den jeweiligen Meeresbewohnern. Die Lebensräume reichen vom pazifischen Feuerring bis zum Pazifischen Ozean. Das größte Bassin enthält 5.400 Kubikmeter Wasser und beheimatet Fische wie den Mantarochen oder den Walhai.
Das Kaiyukan-Aquarium wurde am 20. Juli 1990 eröffnet und gehört mit einer Gesamtwassermenge von 11.000 Tonnen zu den größten städtischen Innenaquarien der Welt. Kaiyukan stellt die Gaia-Hypothese (nach James Lovelock) in den Vordergrund, wonach „die Vulkane der Erde und alle darauf existierenden Lebewesen aufeinander wirken und somit ein einziges Lebewesen bilden“. Das Thema des Aquariums ist angelehnt an diesen Leitsatz.
Die Tour auf den Spuren des Ring of Life und des Ring of Fire beginnt im Unterwasser-Glastunnel (Aquagate). Hier öffnet sich der Vorhang zum Schauspiel des Lebens, welches im von Sonne durchfluteten Japanischen Wald seinen Anfang nimmt und direkt zum Herzen der Ausstellung führt, dem Pazifischen Ozean, einem Aquarium mit 5.400 Tonnen Wasser, in dem der größte Fisch der Welt, der Walhai, lebt.
Das Aquarium beherbergt nicht nur Fischarten, sondern auch Amphibien, Reptilien, Vögel, Säugetiere sowie wirbellose Tiere und Pflanzen, zusammen mehr als 580 Arten und insgesamt etwa 30.000 ausgestellte Lebewesen.